# Granata da fucile

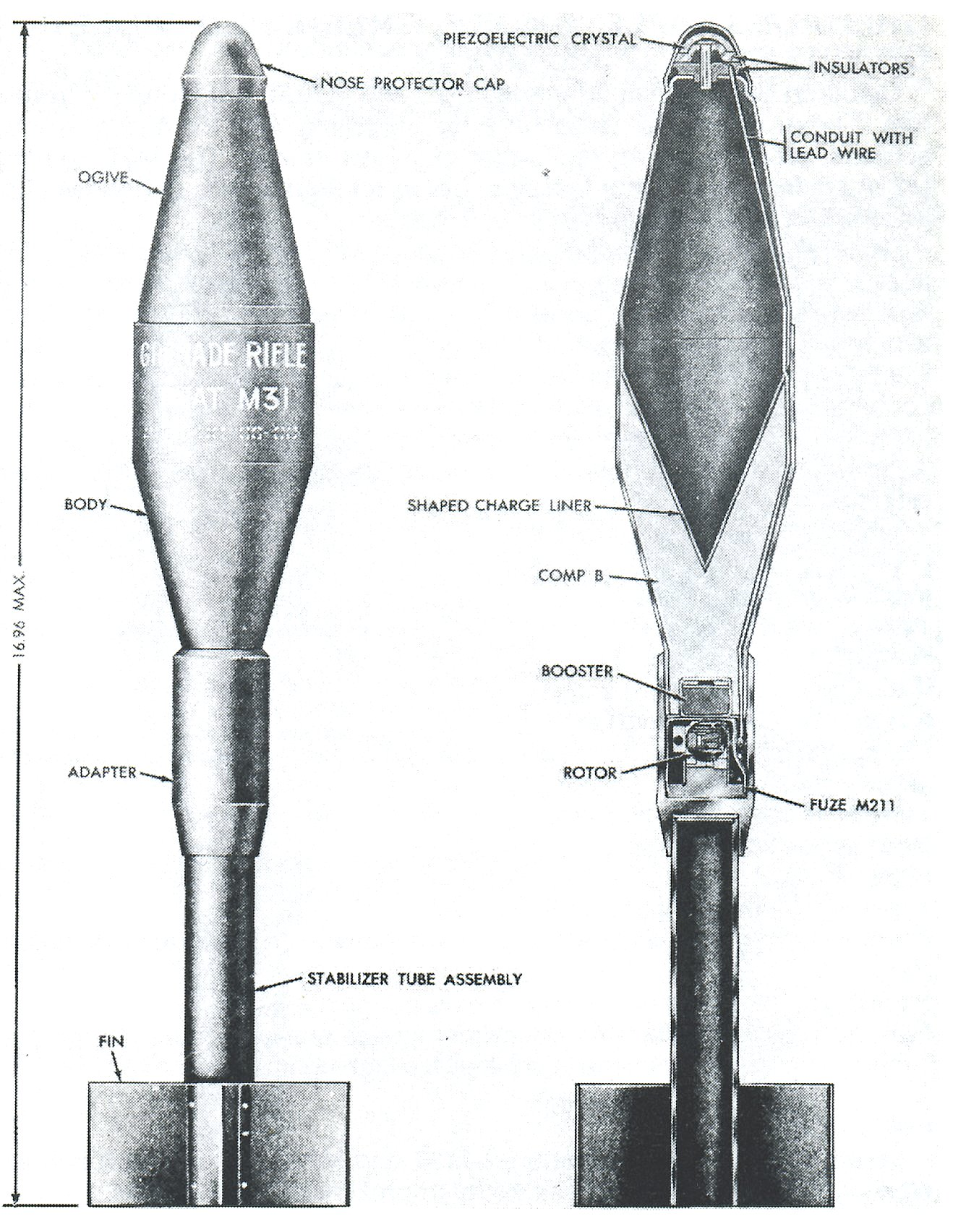
Una M31 HEAT

Una granata da fucile è una granata che usa un lanciatore attaccato ad un fucile per permettere una distanza di tiro maggiore rispetto ad una semplice bomba a mano lanciata con la sola forza del braccio.

## Storia
Le granate da fucile iniziarono ad essere ampiamente usate durante la prima guerra mondiale e sono ancora in dotazione ad alcuni eserciti. Oramai le testate di queste bombe sono di molti tipi diversi, frammentazione, anticarro, concussione, fumogene, incendiarie o bengala.
Molti eserciti hanno ormai sostituito le granate da fucile con dei lanciagranate appositi, spesso attaccati all'arma.

## Modalità di utilizzo

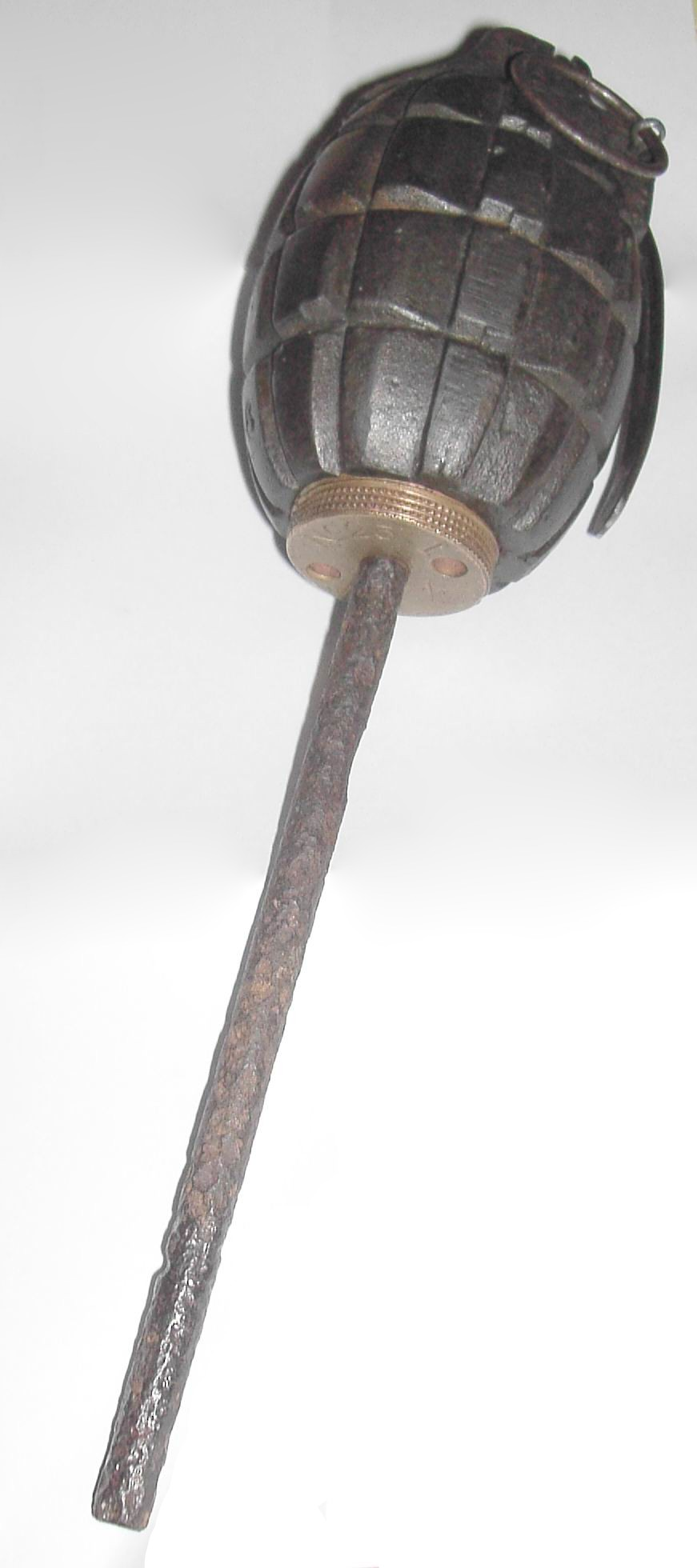
Una Mills N°23 Mk II, con bacchetta per lancio da fucile

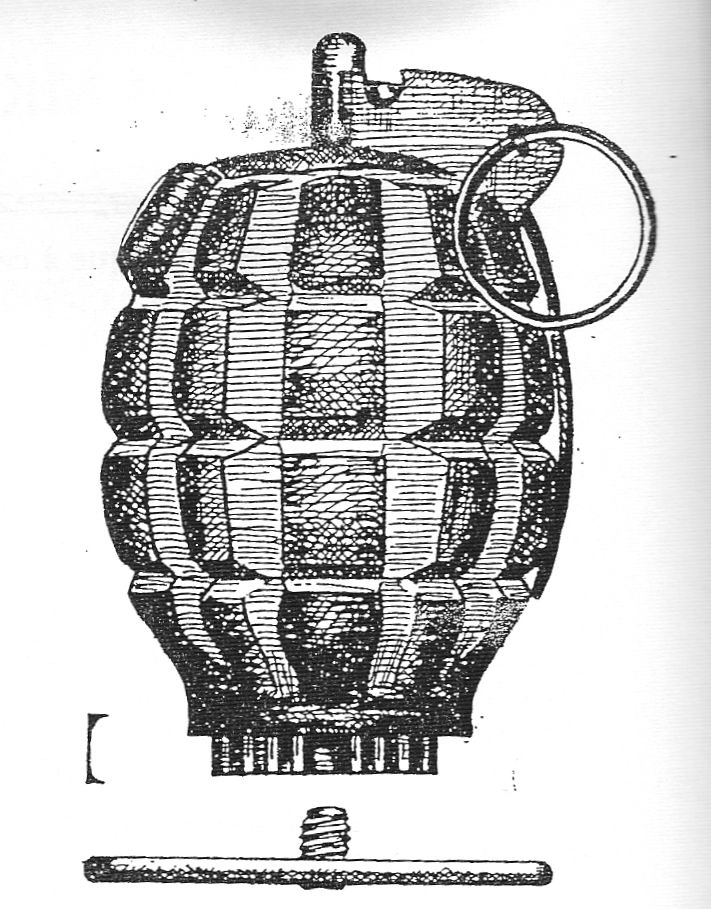
Illustrazione di una Mills N°36 rifle grenade, con disco "gascheck" per lancio da lanciatore a coppa

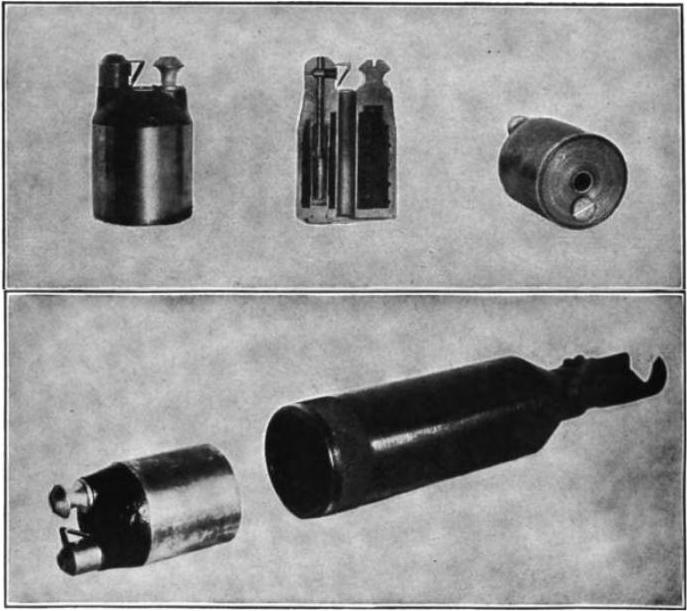
Una Mark I V-B francese (in alto ed in basso a sinistra) con lanciatore (in basso a destra). Notare il canale per il passaggio della pallottola nella granata in sezione in alto al centro

### Tipo a bacchetta
Il tipo a bacchetta è una bomba a mano standard con una bacchetta di metallo attaccata alla base. Furono sviluppate in un periodo antecedente la prima guerra mondiale. Per usarle si doveva:
- prima inserire la sbarra giù per la canna di un fucile standard
- camerare una speciale cartuccia a salve
- poggiare il calcio dell'arma a terra
- trattenendo la leva di sicura a cucchiaio della granata, togliere la spoletta
- posare la mano libera sull'impugnatura dell'arma e prepararsi a fare fuoco
- rilasciare rapidamente la sicura a leva, impugnare rapidamente la parte anteriore della cassa e fare immediatamente fuoco

Se la granata non veniva sparata immediatamente, la spoletta a tempo si esauriva e detonava. Fu scoperto in seguito che lanciare ripetutamente granate a sbarra rovinava l'anima della canna, e la popolarità di questo tipo di granata scemò. Alcune armi, ad esempio il Lee-Enfield che lanciava la granata Mills aveva un anello portabombe montato sull'attacco della baionetta (che poteva comunque essere inastata contemporaneamente) che teneva ferma la leva di sicura fino al momento dello sparo.

### Tipo a coppa
Il tipo a coppa sostituì il tipo a sbarra durante la prima guerra mondiale. Questo scaricatore a coppa era un'estensione cilindrica svasata (a forma di coppa, appunto) che poteva venire attaccata alla volata dell'arma. Questo tipo poteva lanciare sia bombe a mano standard che granate costruite o modificate appositamente con una base larga e piatta. È forse uno dei primi tipi, già presente nella prima metà del 1700, attaccabile al posto della baionetta a ghiera. Per usarle si doveva:
- prima inserire una granata nella coppa. Se si stava usando una bomba a mano standard, rimuovere la spoletta dopo che la granata era stata inserita nella coppa, in quanto quest'ultima teneva ferma la leva di sicura a cucchiaio fino a dopo il lancio
- camerare una speciale cartuccia a salve
- posare il calcio dell'arma a terra e fare fuoco da questa posizione

### Tipo "Shoot-Through" (ad attraversamento)
Il lanciatore a coppa ha il vantaggio di poter lanciare bombe a mano standard, ma la necessità di camerare una specifica cartuccia a salve può essere complesso in uno scenario di combattimento, nonché pericoloso se viene caricata una cartuccia con pallottola. Questo portò allo sviluppo di una granata francese ad attraversamento “Vivien and Bessières” (o granata VB). Come detto dal nome, queste granate potevano essere usate anche con cartucce standard. La granata VB ha un foro che l'attraversa longitudinalmente, il che permette ad una pallottola di attraversarla, innescando la granata, ed i gas in espansione lanciano la granata, che esplode 8 secondi dopo. Per usarla si deve:
- prima inserire la granata nel lanciatore a coppa
- posare il calcio dell'arma a terra e fare fuoco

### Tipo a rastrelliera o a rubinetto
Questo tipo si innesta direttamente sulla parte terminale della canna (ad esempio sul tromboncino rompifiamma) o su una rastrelliera a tubo attaccata appositamente sulla volata. Ha quindi una base cava che scivola sulla canna, e quindi può assumere molte forme diverse, da un semplice tubo attaccato ad una granata a frammentazione fino a delle granate specifiche con alette. Possono essere sparate con una cartuccia a salve, o con una cartuccia vera con il metodo "Shoot-Through" o grazie ad una trappola per la pallottola, quando essa colpisce la base della granata. Per usarla si deve:
- prima piazzare la granata sull'accessorio alla volata
- mirare e fare fuoco

## Tipi speciali

### Anticarro
Il Regno Unito mise in campo le prime granate da fucile anticarro durante la seconda guerra mondiale, nel tardo 1940, con la No. 68 AT Grenade, uno dei primi modelli a carica cava e forse il primo vero HEAT.

### Non letali

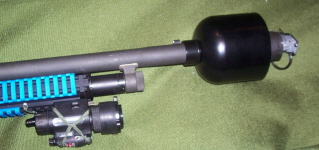
Una granata non letale in uno scaricatore a coppa attaccato ad un fucile a canna liscia Mossberg 500

Con l'invenzione delle granate non letali, sono stati ideati modelli lanciati da fucile, generalmente da fucili a canna liscia, non da fucili d'ordinanza. Di solito è usato uno scaricatore a coppa.

### Granate di propaganda
Durante la seconda guerra mondiale la Germania nazista sviluppò e mise in campo una granata da fucile a propaganda (Gewehr Propaganda Granate). Era ideata per le truppe di prima linea per spargere pamphlet propagandistici tramite una granata la quale, all'impatto, spargeva i fogli tramite una piccola carica esplosiva.